# Маленький принц (мультфильм)
«Ма́ленький принц» (фр. Le Petit Prince) — французский мультфильм, основанный на сказке «Маленький принц», которую написал Антуан де Сент-Экзюпери. Режиссёр — Марк Осборн, известный по мультфильму «Кунг-фу панда».
Премьера мультфильма состоялась на Каннском кинофестивале 2015 года. В российский прокат мультфильм вышел 24 декабря 2015 года. Занимает 9 место в списке самых кассовых кукольных мультфильмов.

## Сюжет
Мама маленькой девочки хочет, чтобы её дочь поступила в престижную Академию Верту. Для того чтобы облегчить поступление дочери, женщина покупает дом поблизости от учебного заведения, где по соседству с ними оказывается старый, с виду заброшенный дом. Мама разрабатывает для дочери «План Жизни», где всё составлено по графику (даже подарки на грядущие дни рождения), и вешает его на стену кухни. В соответствии с этим планом девочка готовится к новым вступительным испытаниям, которые должны пройти в начале осени. Однажды в то время, когда она готовится к экзаменам, стену их нового дома пробивает пропеллер от старого самолёта, который пытается запустить их сосед из заброшенного дома. В качестве компенсации сосед отдаёт девочке банку с монетами. Пересчитывая монеты на следующий день, она натыкается на маленькую шпагу и игрушечного Маленького принца. Девочка читает часть истории про него, которую сосед Авиатор отправил ей в виде бумажного самолётика. Поначалу считая рассказ глупым и нелогичным, со временем, прочитав несколько страниц сказки, Девочка заинтересовывается Маленьким принцем и рассказчиком и отправляется к нему в гости.
Авиатор рассказывает ей историю о Маленьком принце, его жизни и путешествиях и о том, как они встретились в пустыне Сахара. Маленький Принц улетел со своего астероида Б-612 из-за любви к Розе, попал на другие астероиды, где встретил Честолюбца, который жаждет аплодисментов, Короля, который делает вид, что правит всем, и Дельца, скупающего звёзды. Затем Маленький Принц попал на Землю, где первый, а также последний, кого он встретил — это песчаный змей. После долгого пути Принц также встречает Лиса и они становятся друзьями, а чуть позже, когда мальчик со звёзд находит сад полный роз и чуть не разочаровывается в своем собственном цветке, Лис раскрывает ему секрет: зорко одно лишь сердце. Самого главного глазами не увидишь. Девочке нравится эта история, но она не понимает её окончания — неужели Авиатор улетел и оставил Маленького принца в пустыне?
Авиатор и девочка едут кататься на его старой машине, не имея прав. Их задерживает полиция, благодаря чему мама узнаёт об их дружбе, а сама девочка высказывает маме всё, что думает о ней и её «Плане Жизни». Авиатор рассказывает девочке окончание сказки, где Принц погибает от укуса змея, чтобы вернуться на свой астероид. Девочка в разочаровании убегает, больно нагрубив Авиатору, и избавляется от всего, что связывало её с ним, в том числе от иллюстраций и плюшевого Лиса.
От огорчения и сильного волнения Авиатор попадает в больницу, и девочка, чувствуя вину и желая спасти своего друга, в ночь перед испытаниями в академии улетает на его самолёте на поиски Маленького принца. Она находит его на планете, где нет детей, только взрослые. Честолюбец здесь служит полицейским, Король — лифтёром, а Делец на самом деле скупил все звёзды, став самым богатым на этой планете. Маленький принц, тоже выросший и ставший «Мистером Принцем», работает теперь трубочистом в небоскрёбах. Девочка помогает подросшему Маленькому принцу всё вспомнить с помощью рисунков Авиатора, выпустить звёзды, собранные Дельцом, выбраться с планеты и вернуться на свой астероид. Сам астероид весь зарос баобабами, а любимая принцем Роза погибла, но Маленький принц с рассветом снова становится мальчиком, веря в то, что она всё ещё остаётся вместе с ним, ведь только сердцем можно увидеть самую суть. Девочка же понимает, что и Авиатор всегда будет вместе с ней.
На следующее утро девочка с мамой приходят в больницу к Авиатору, где девочка извиняется за своё поведение и отдаёт ему страницы из сказки про Маленького принца с рисунками, которые они с мамой превратили в книгу. После этого женщина с дочкой, сидя на крыше, смотрят в телескоп на звёзды и слышат смех Маленького Принца и Авиатора, которые встретились вновь.
После титров есть ещё одна сцена: девочка в итоге поступает в академию, в которую собиралась. В классе, на одном из уроков, она рисует на доске шляпу и рассказывает одноклассникам и учителю, что на самом деле это была не шляпа.

## Роли озвучивали
| Актёр             | Роль                |
| ----------------- | ------------------- |
| Клара Пуанкаре    | Девочка             |
| Андре Дюссолье    | Авиатор             |
| Флоренс Форести   | Мать                |
| Андреа Сантамария | Маленький принц     |
| Гийом Кане        | Мистер Принц        |
| Венсан Кассель    | Лис                 |
| Марион Котийяр    | Роза                |
| Гийом Гальен      | Змей                |
| Бернар Тифэн      | Учитель             |
| Бад Корт          | Король              |
| Венсан Линдон     | Бизнесмен           |
| Лоран Лафитт      | Честолюбец          |
| Марсель Бриджес   | Обеспокоенный сосед |
| Паскаль Лежитимюс | Полицейский         |

## Восприятие
Мультфильм получил положительные отзывы кинокритиков. На сайте Rotten Tomatoes фильм имеет рейтинг 95 % на основе 21 рецензии со средней оценкой 7,2 из 10.
Кинокритик Денис Шлянцев считает, что это «весьма интеллигентный и нестандартный мультфильм, делающий ставку не на спецэффекты, но на настроение и „месседж“… Номинация на „Оскар“ гарантирована».